# 시몬 시뇨레
시몬 시뇨레(Simone Signoret, 1921년 3월 25일 ~ 1985년 9월 30일)는 프랑스의 배우이다. 프랑스 영화사를 대표하는 인물 중 한 명으로, 아카데미상, 칸 영화제, 베를린 영화제, 세자르상 등 세계 주요 시상식들에서 연기상을 수상했다. 영화 《꼭대기 방》으로 아카데미 여우주연상을 수상하면서 아카데미상을 수상한 두 번째 프랑스인이 되었다. 1985년에 췌장암으로 인해 사망하였다.

## 작품 목록
- 황금 투구 (1952)
- 더 크루서블 (1957)
- 꼭대기 방 (1959)
- 바보들의 배 (1965)
- 침묵의 살인 (1966)
- 게임즈 (1967)
- 그림자 군단 (1969)
- 고양이 (1971)
- 마담 로자 (1977)
- 북극성 (1982)

## 같이 보기
- 프랑스 영화